# Comté de Litchfield
Le comté de Litchfield est l'un des huit comtés de l'État du Connecticut aux États-Unis. Selon le recensement de 2010, le comté avait une population totale de 189 927 habitants.
Comme pour les sept autres comtés du Connecticut, il n'y a pas de gouvernement du comté ; ce sont les villes individuelles qui sont responsables de la police, du régiment de sapeurs-pompiers, des écoles, etc.

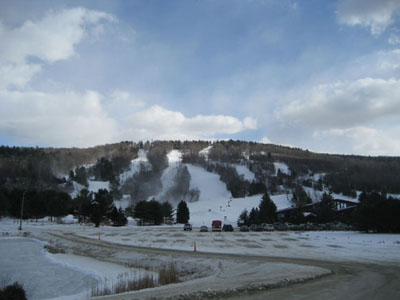
Domaine skiable de Mohawk Mountain à Cornwall, Connecticut

## Géographie
Selon le Bureau du recensement des États-Unis, la superficie du comté est 2 446 km2, dont 2 383 km2 de terres et 64 km2 de plans d'eau (soit 2,61 %).

### Géolocalisation
| Comté de Columbia | Comté de Berkshire  | Comté de Hampden   |
| Comté de Dutchess | Comté de Litchfield |                    |
|                   | Comté de Fairfield  | Comté de New Haven |

### Villes du comté
- Barkhamsted
- Bethlehem
  - Bethlehem Village (un village de Bethlehem)
- Bridgewater
- Canaan
- Colebrook
- Cornwall
- Goshen
- Harwinton
  - Northwest Harwinton (un village de Harwinton)
- Kent
- Litchfield
  - Bantam (un village de Litchfield)
- Morris
- New Hartford
  - New Hartford Center (un village de New Hartford)
- New Milford
- Norfolk
- North Canaan
  - Oakville
- Plymouth
  - Terryville (un village de Plymouth)
- Roxbury
- Salisbury
- Sharon
- Thomaston
- Torrington
- Warren
- Washington
  - New Preston (un village de Washington)
- Watertown
- Winchester
  - Winsted (une municipalité de Winchester)
- Woodbury
  - Woodbury Center (un village de Woodbury)

## Politique
Le comté de Litchfield est le plus favorable aux républicains du Connecticut.

## Démographie
| Groupe                           | Comté de Litchfield | Connecticut | États-Unis |
| -------------------------------- | ------------------- | ----------- | ---------- |
| Blancs                           | 93,9                | 77,6        | 72,4       |
| Métis                            | 1,6                 | 2,6         | 2,9        |
| Asiatiques                       | 1,5                 | 3,8         | 4,8        |
| Afro-Américains                  | 1,4                 | 10,1        | 12,6       |
| Autres                           | 1,5                 | 5,6         | 6,4        |
| Amérindiens                      | 0,2                 | 0,3         | 0,9        |
| Total                            | 100                 | 100         | 100        |
|                                  |                     |             |            |
| Hispaniques et Latino-Américains | 4,5                 | 13,4        | 17,4       |

Selon l'American Community Survey, pour la période 2011-2015, 89,86 % de la population âgée de plus de 5 ans déclare parler anglais à la maison, alors que 3,81 % déclare parler l'espagnol, 1,06 % l'italien, 0,81 % le français  et 4,46 % une autre langue.
Selon l'American Community Survey, pour la période 2011-2015, 7,0 % de la population vit sous le seuil de pauvreté (15,5 % au niveau national).
| 1790   | 1800   | 1810   | 1820   | 1830   | 1840   |
| ------ | ------ | ------ | ------ | ------ | ------ |
| 38 635 | 41 214 | 41 375 | 41 267 | 42 858 | 40 448 |

| 1850   | 1860   | 1870   | 1880   | 1890   | 1900   |
| ------ | ------ | ------ | ------ | ------ | ------ |
| 45 253 | 47 318 | 48 727 | 52 044 | 53 542 | 63 672 |

| 1910   | 1920   | 1930   | 1940   | 1950   | 1960    |
| ------ | ------ | ------ | ------ | ------ | ------- |
| 70 260 | 76 262 | 82 556 | 87 041 | 98 872 | 119 856 |

| 1970    | 1980    | 1990    | 2000    | 2010    | - |
| ------- | ------- | ------- | ------- | ------- | - |
| 144 091 | 156 769 | 174 092 | 182 193 | 189 927 | - |

## Personnalités
- Oliver Wolcott y exerça la fonction de shérif de 1751 à 1771